# Loge La Zélée (Paramaribo)
Loge La Zélée was een vrijmetselaarsloge in Paramaribo, Suriname, opgericht in 1767 en vallende onder het Grootoosten der Nederlanden.
De loge werd in 1767 opgericht als tweede loge in het land, na Concordia die in 1761 was opgericht. Tijdens de economische crisis van 1763-64 waren de activiteiten daar stilgevallen en La Zélée hielp Concordia in 1773 aan de herverlening van de constitutie vanuit Den Haag (installatie in 1774). Louis Nepveu, de broer van gouverneur Jan Nepveu, is oprichtingslid geweest van beide loges. Een van de oprichters en eerste voorzitter was Jacob Appius.
Na 1803 zijn de loges 'La Zélée' en 'de Vereenigde Deugd' opgegaan in de Loge ‘Concordia’. Publicaties uit 1843 gingen uit van de lidmaatschappen van R. Webster en H.J. Zeegeling; het Postkantoor berichtte toen over door hun onafgehaalde brieven.
Vrijmetselarij · Beginselen · Geschiedenis · Symbolen · Vrijmetselaarsloge · Ordegrondwet · Obediëntie · Regulariteit en irregulariteit · Ritus · Graden · Grootmeester · Gemengde vrijmetselarij · Para-vrijmetselarij · Antivrijmetselarij · Vrijmetselarij in Nederland · Vrijmetselarij in België · Internationale vrijmetselarij
>>> Meer info op Portaal:Vrijmetselarij <<<